# 라우턔르비

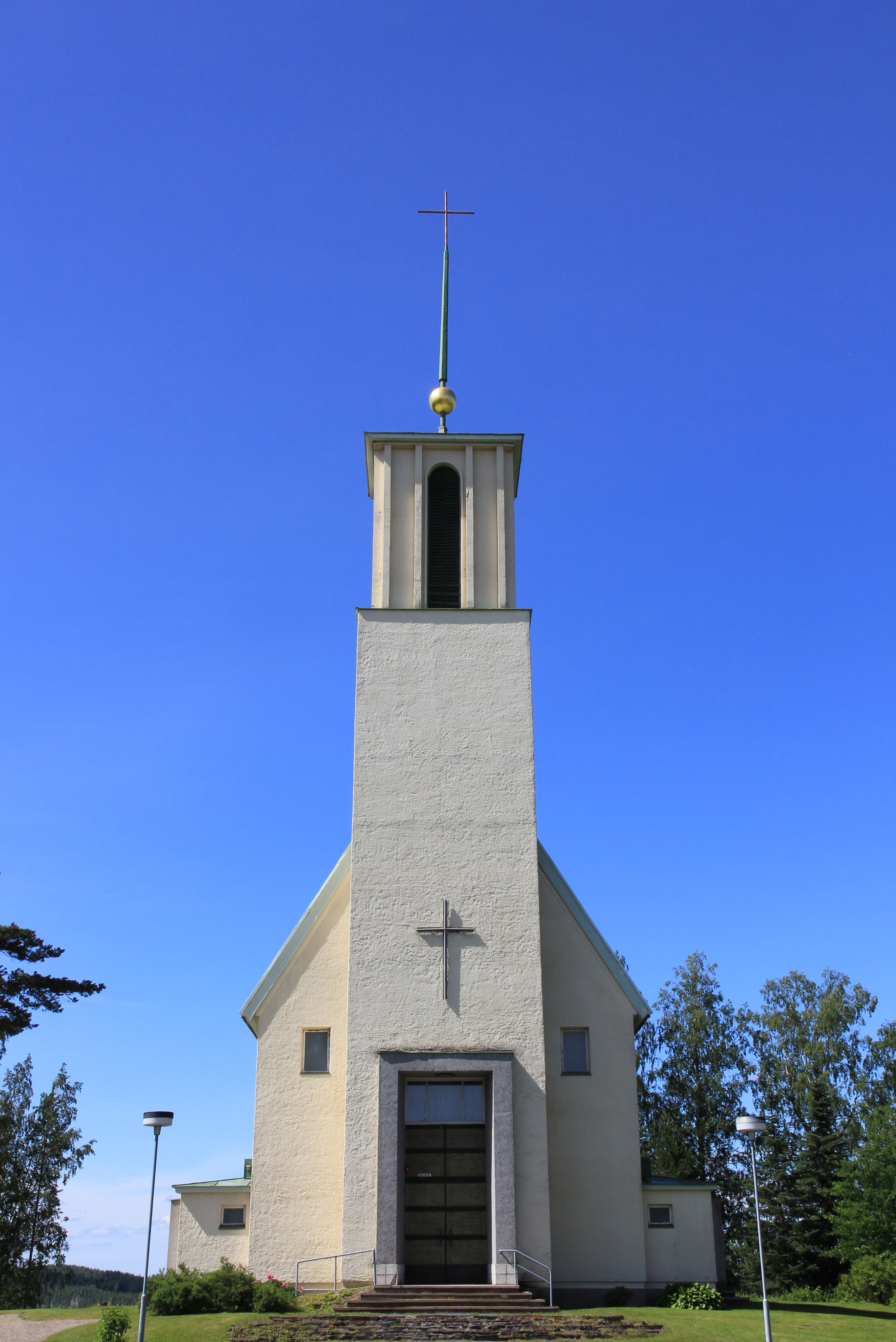
라우턔르비 심펠레(Simpele) 교회

라우턔르비의 위치

라우턔르비(핀란드어: Rautjärvi)는 핀란드 남카리알라 지역에 위치한 도시로 면적은 351.59km2, 인구는 3,505명(2016년 3월 31일 기준), 인구 밀도는 9.97명/km2이다. 제2차 세계 대전의 겨울 전쟁에서 활약한 핀란드의 군인이자 저격수인 시모 해위해가 태어난 곳이기도 하다.

시 문장